# Technomyrmex nigriventris
Technomyrmex nigriventris är en myrart som beskrevs av Santschi 1910. Technomyrmex nigriventris ingår i släktet Technomyrmex och familjen myror.

## Underarter
Arten delas in i följande underarter:
- T. n. albinasis
- T. n. nigriventris

## Bildgalleri

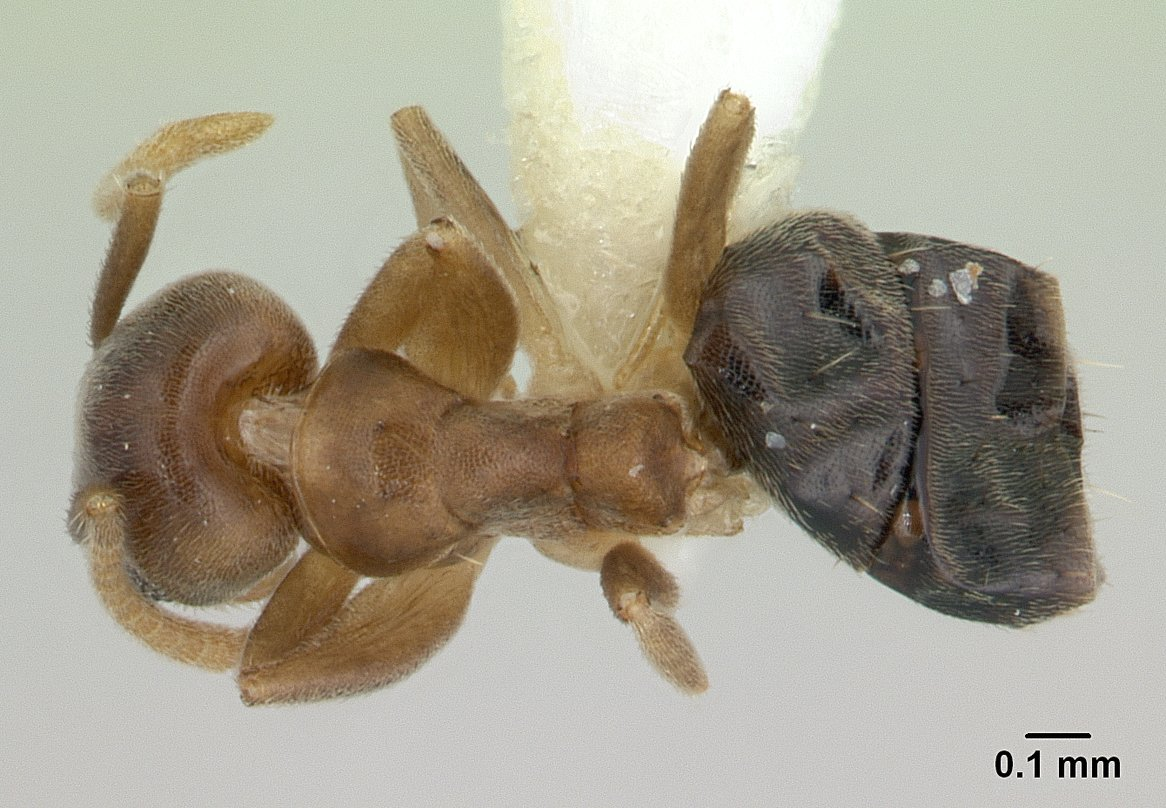
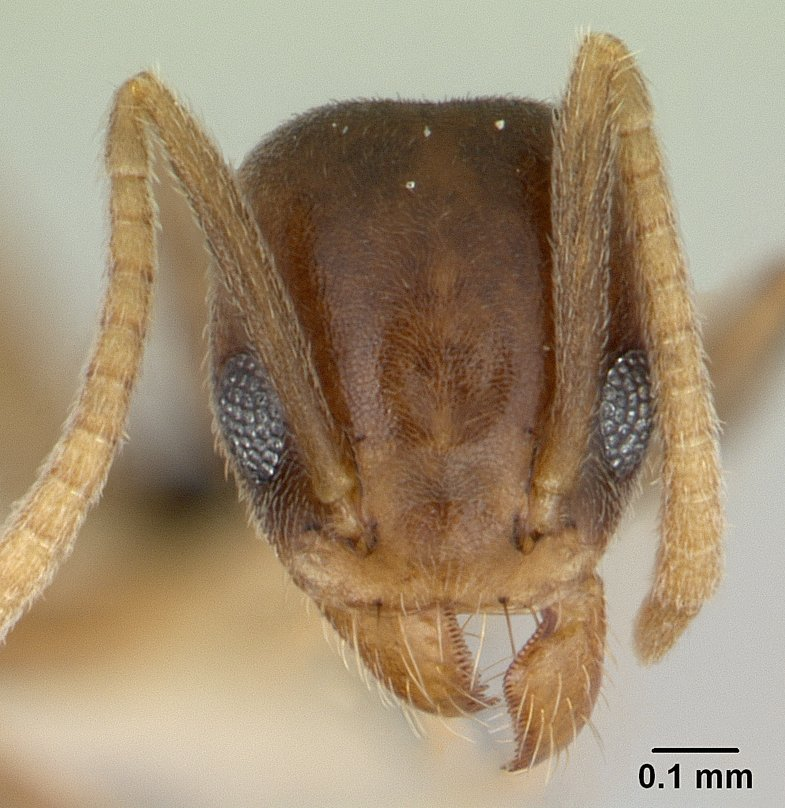
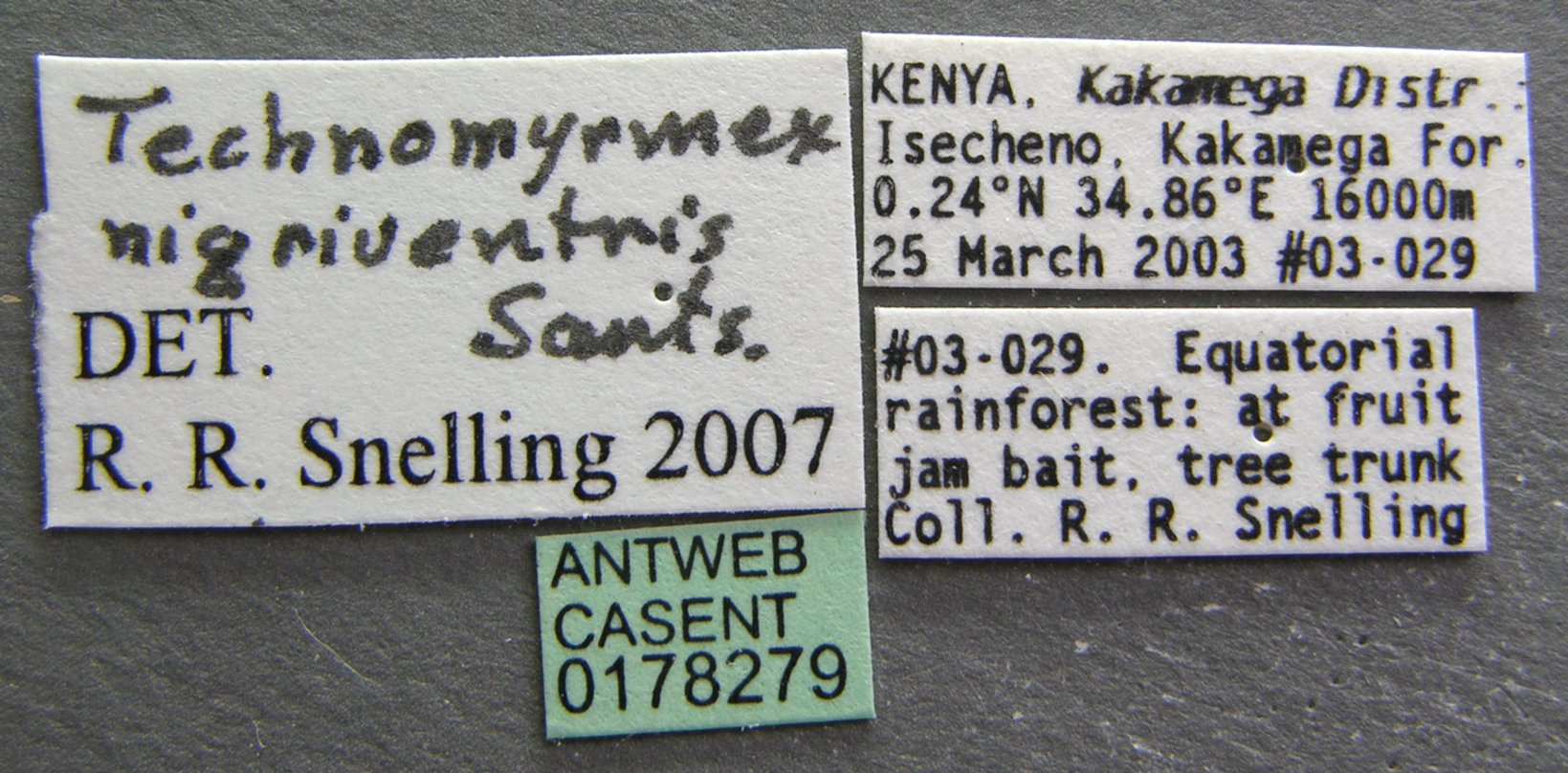
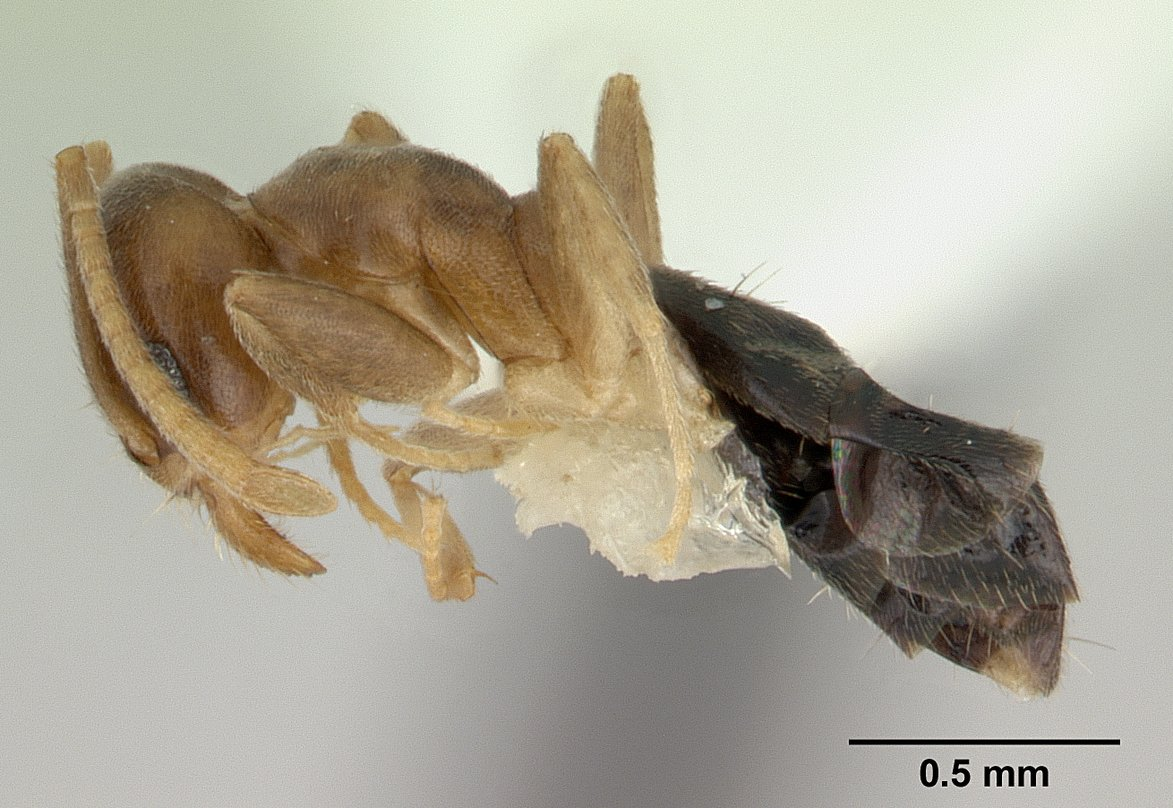